# درشنیتسا
درشنیتسا (به صربی: Drešnica) یک منطقهٔ مسکونی در صربستان است که در بلاتسه واقع شده‌است. درشنیتسا ۱۰۲ نفر جمعیت دارد.